# Epimeria cornigera
Epimeria cornigera is een vlokreeftensoort uit de familie van de Epimeriidae. De wetenschappelijke naam van de soort is voor het eerst geldig gepubliceerd in 1779 door Fabricius.